# Fallotaspis
Fallotaspis es un género del orden Redlichiida, encontrado en el Cámbrico inferior en lo que hoy es Estados Unidos y Marruecos.

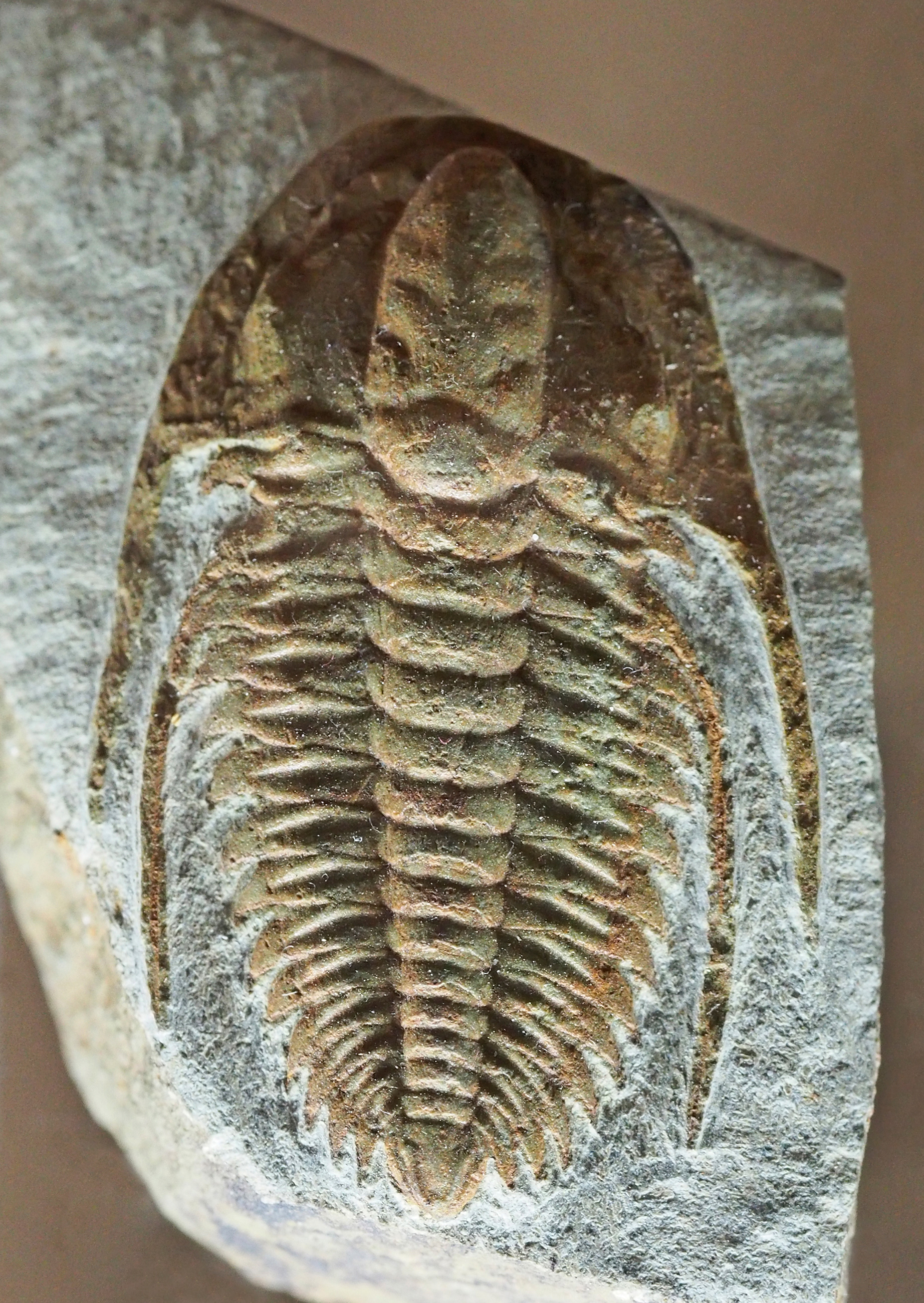
Fallotaspis sp., Cámbrico Inferior de Marruecos. Museo Geominero (Madrid).

## Etimología
El nombre genérico, Fallotaspis, es un crassis compuesto que hace honor a Paul Fallot (1889-1960), un paleontólogo francés, quien investigó fósiles cámbricos en España, en combinación con la palabra griega άοπίς, aspis, que significa escudo.[2]

## Descripción
Al igual que con la mayoría de los primeros trilobites, Fallotaspis tiene un exoesqueleto casi plano, que es solo finamente calcificado, y tiene crestas oculares en forma de media luna. Como parte del suborden Olenellina, Fallotaspis carece de suturas dorsales. Como parte de la superfamilia de Fallotaspidoidea Fallotaspis puede distinguirse de Olenelloidea, Judomioidea  y Nevadioidea por características del cefalon y en particular la glabella. La glabella se estrecha hacia adelante. El lóbulo frontal de la glabela (debido a que se cuenta desde la parte posterior, que se numera L4) es tan larga como el lóbulo más atrasado (L0), menos que en estas otras subfamilias de Olenellina. Las crestas de los ojos (o lóbulos oculares) contactan, pero no se funden con, todo el margen frontal de la glabella. [3] El cefalón de Fallotaspis es semicircular en forma, con mejillas redondeadas que son continuas con espinas largas que se remontan a la primera mitad del tórax. Suturas ausentes. El tórax tiene hasta 21 segmentos. El tercer segmento termina en una larga columna que se remonta al decimocuarto segmento. El escudo de la cola (o pigidio) es muy pequeño, aproximadamente la misma longitud que los dos segmentos del tórax más atrasados combinados.